# Nanlou
Nanlou (kinesiska: 南娄, 南娄镇) är en köping i Kina. Den ligger i provinsen Shanxi, i den norra delen av landet, omkring 73 kilometer öster om provinshuvudstaden Taiyuan. Antalet invånare är 31 187. Befolkningen består av 14 350 kvinnor och 16 837 män. Barn under 15 år utgör 16,0 %, vuxna 15-64 år 75 %, och äldre över 65 år 7,0 %.
Genomsnittlig årsnederbörd är 661 millimeter. Den regnigaste månaden är juli, med i genomsnitt 216 mm nederbörd, och den torraste är december, med 4 mm nederbörd.